# Kernza

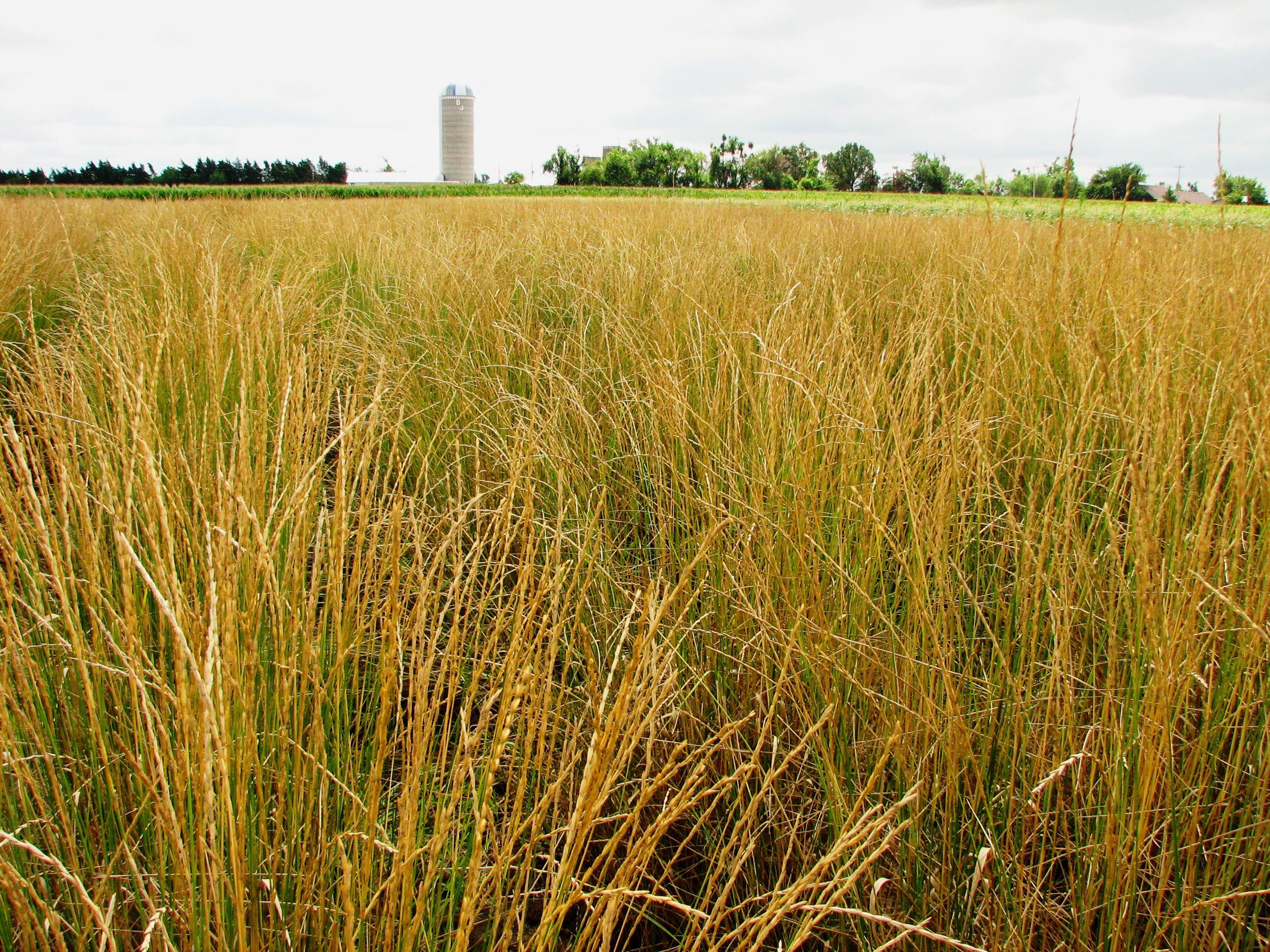
Fält med mognande kernza på Land Institutes försöksgård i Salina i Kansas i USA

Kernza är ett veteliknande sädesslag, som utvecklats av Land Institute i Kansas i USA.
Kernza är ett varumärke som ägs av Land Institute. Det har utvecklats av institutet ur Thinopyrum intermedium, som är besläktat med vete. Det är flerårigt, till skillnad från den närmaste konkurrenten vete. Det utvecklar också ett rotsystem, som är avsevärt större än vetets.
Bland annat tack vare att marken inte plöjs varje år binds kolet i marken hårdare och urlakningen av ämnen som kväve och fosfor är mindre. Den minskade markbearbetning kan också leda till minskad störning av mikroorganismer som bakterier och mikrosvampar i jorden. Samtidigt är kernza behäftat med ett antal svagheter, till exempel att avkastningen per arealenhet är lägre än för vete och att det är svårt att separera skalen från fröna.
Försök i Sverige med kernza sker sedan 2015 av Sveriges lantbruksuniversitet. 
En stor odling på 24 hektar med kommersiell inriktning av kernza påbörjades hösten 2018 på Högestads gods i Ystads kommun.

## Bildgalleri

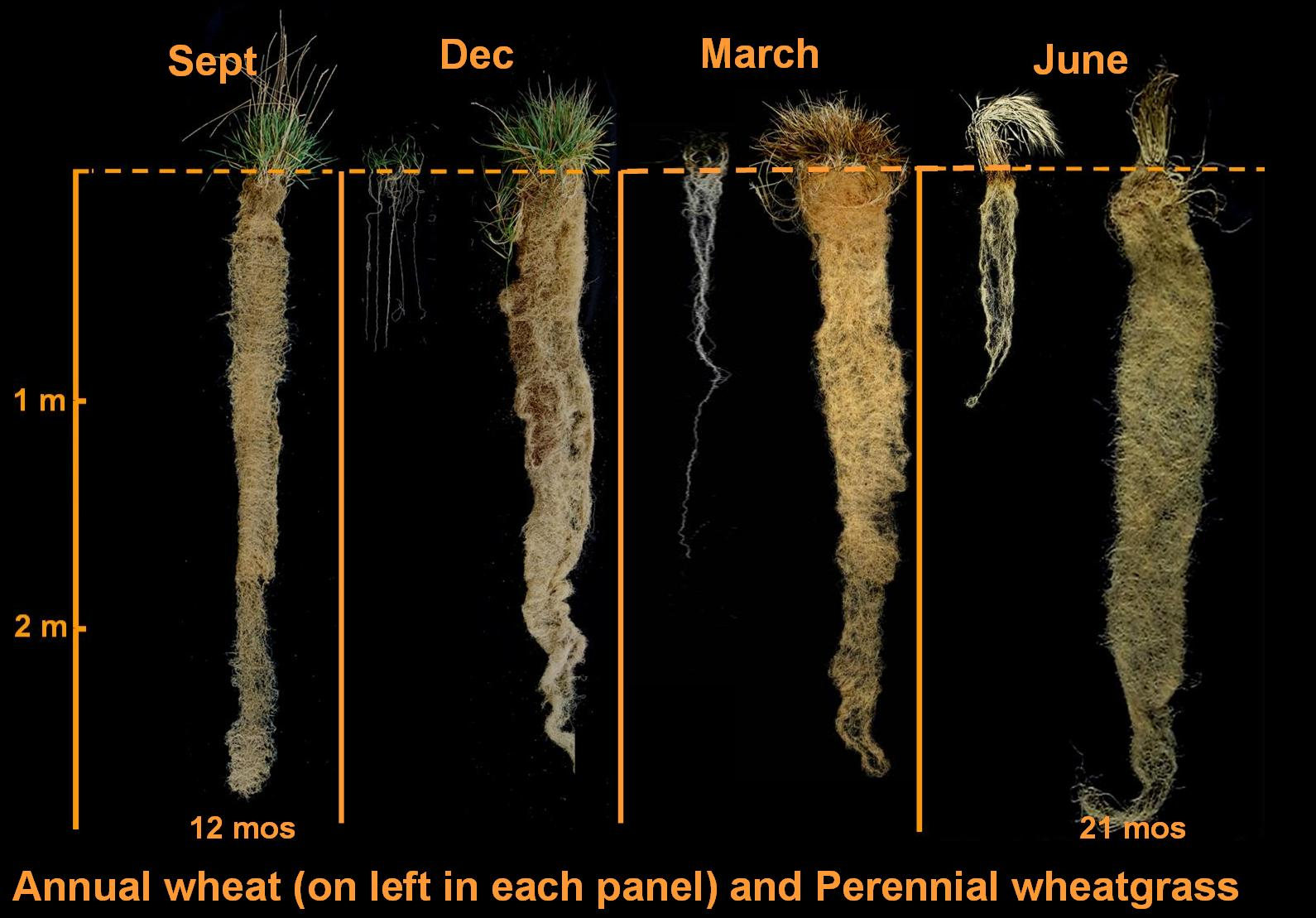
Rötter av Thinopyrum intermedium jämförda med rötter av vete (till vänster i respektive ruta)
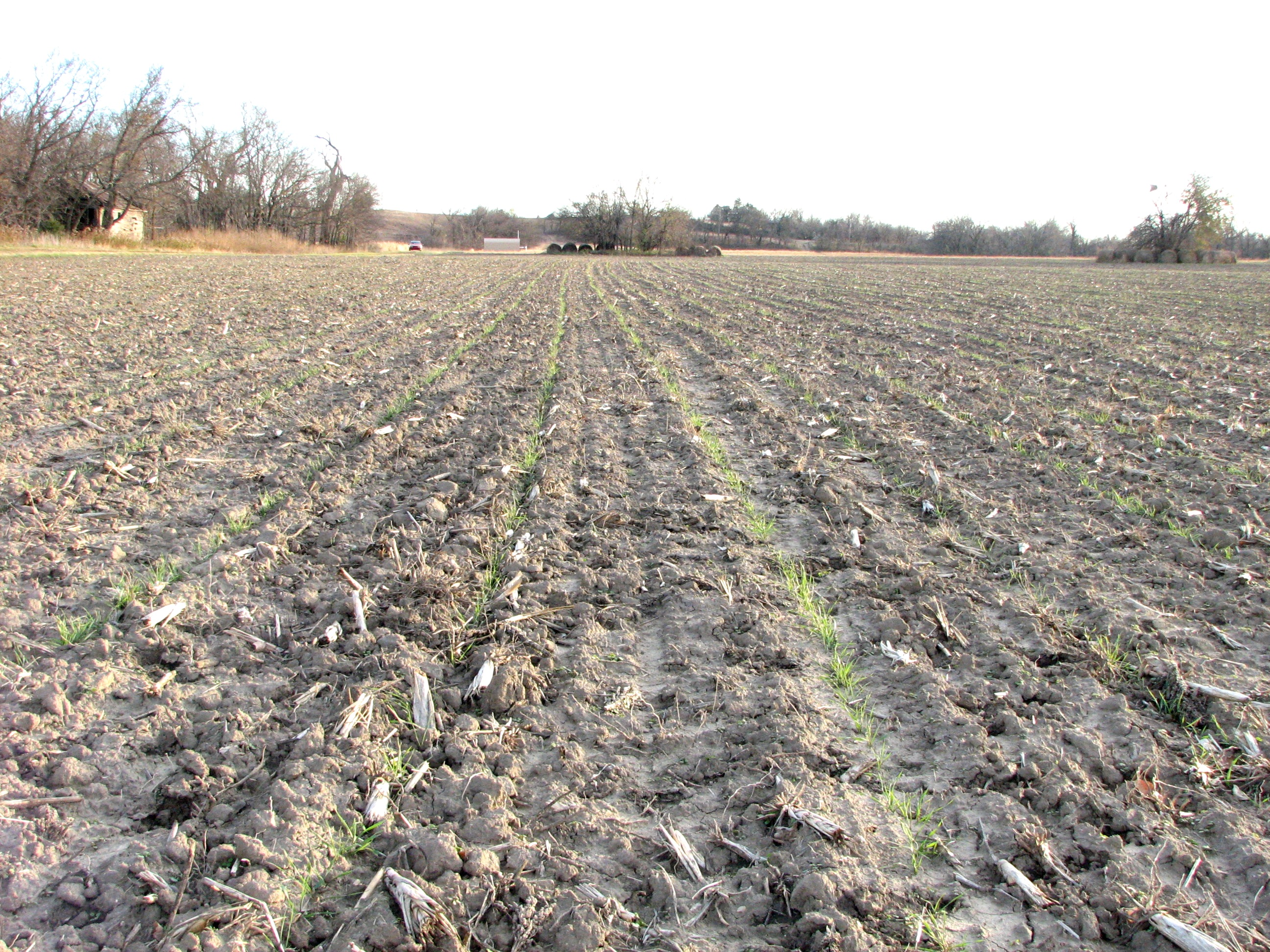
Nysått fält
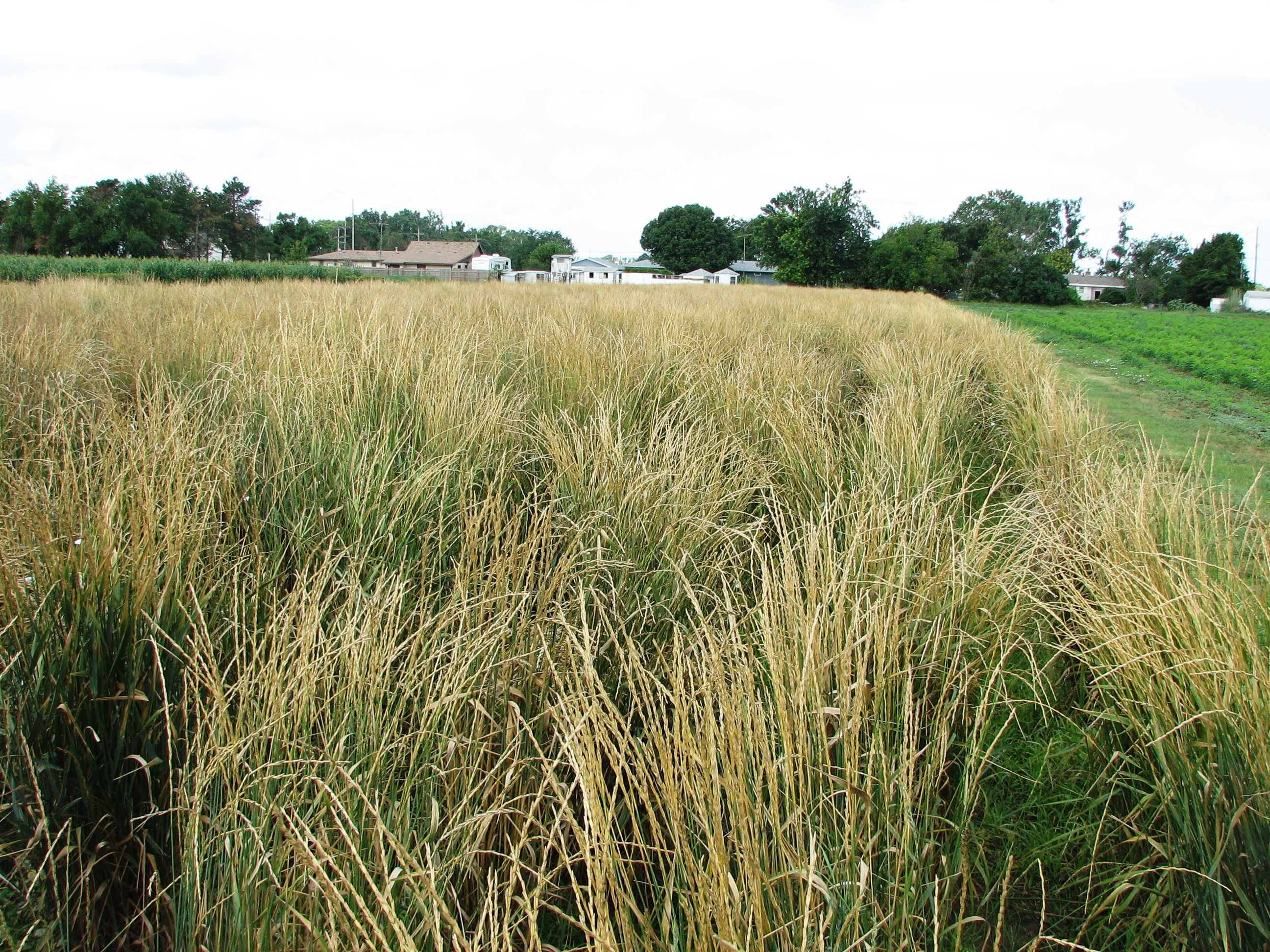
Plantskola för kernza
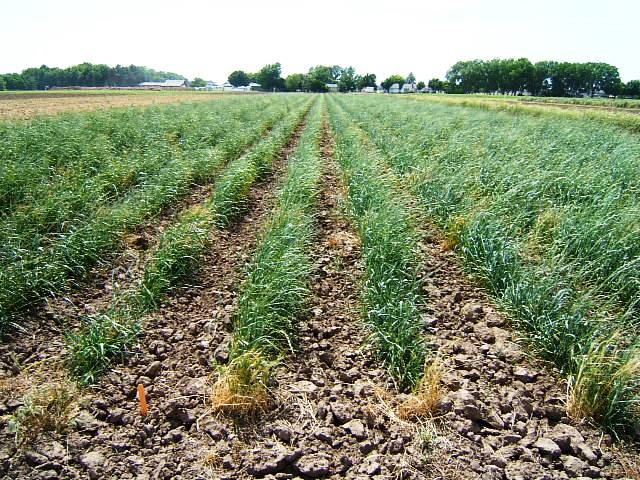
Fält med grön gröda
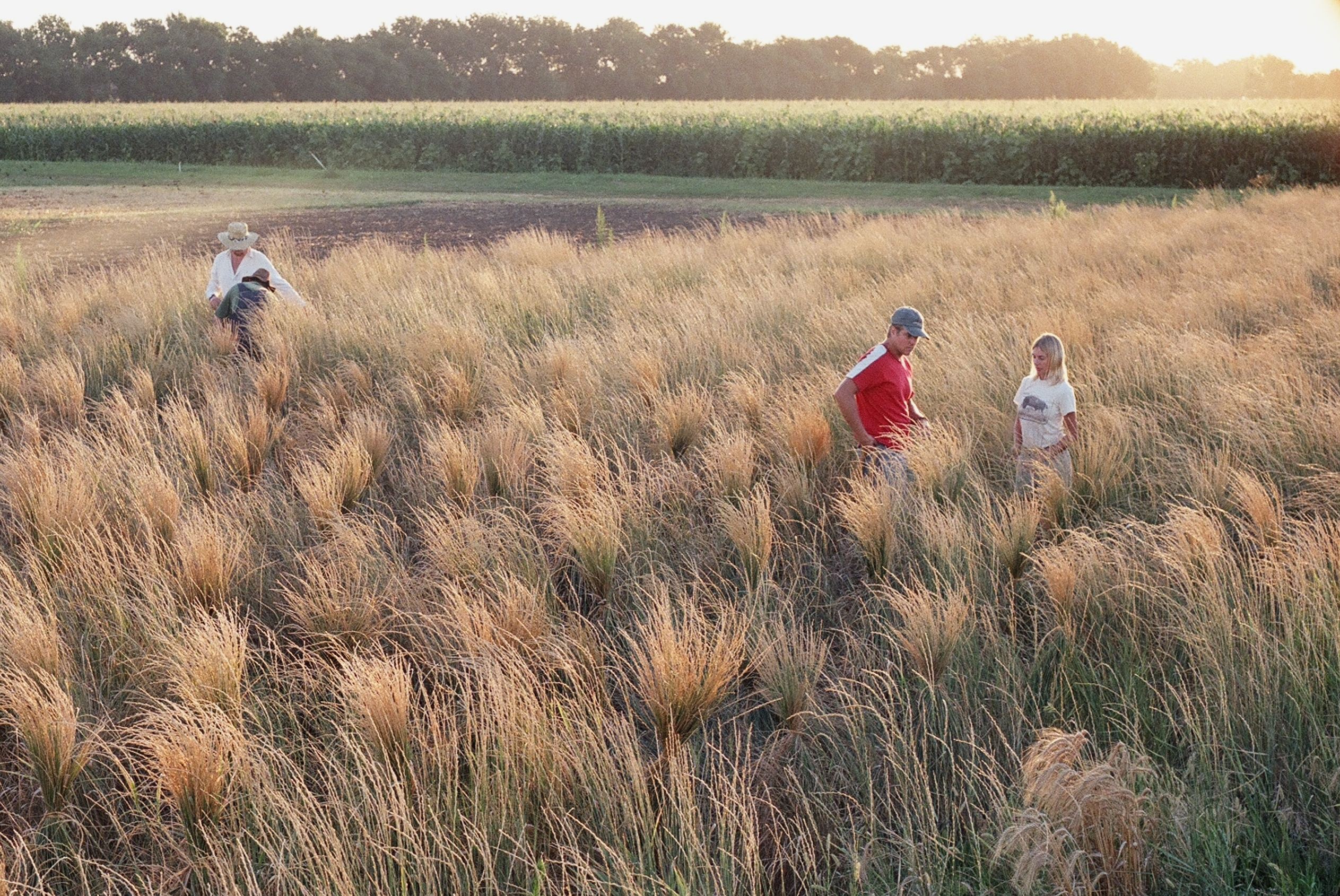
Plantor binds ihop i buntar som försteg till skörd och tröskning
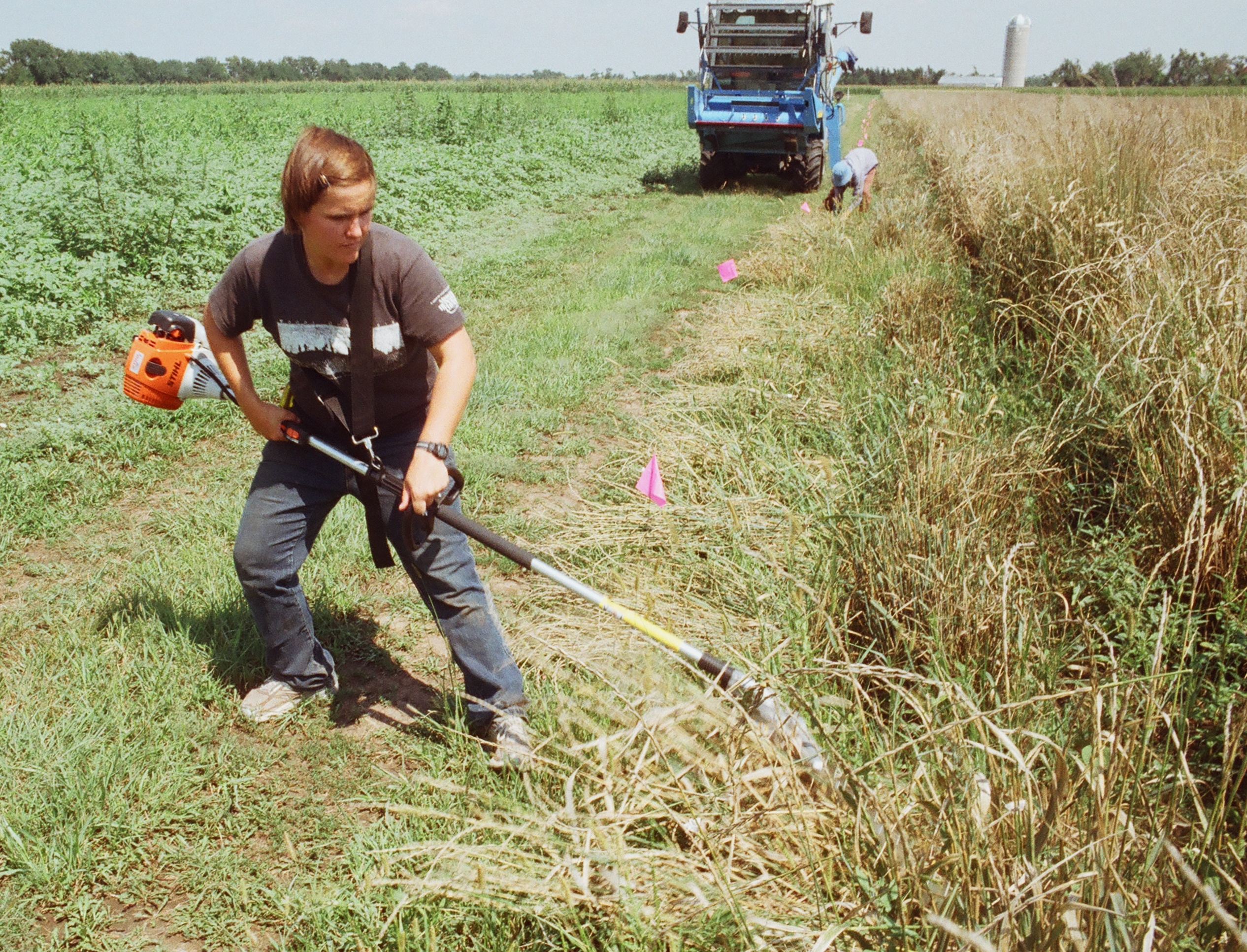
Enskilda plantor skördas och tröskas i en skördetröska